# Mezoregion Oeste de Minas

Mezoregion Oeste de Minas

Mezoregion Oeste de Minas – mezoregion w brazylijskim stanie Minas Gerais, skupia 44 gminy zgrupowanych w pięciu mikroregionach. 

## Mikroregiony
- Campo Belo
- Divinópolis
- Formiga
- Oliveira
- Piumhi